# Tacna
Tacna este un oraș din Peru, situat în sud-estul acestui stat, în partea de nord a deșertului Atacama. Tacna avea conform recesământului din 2012, o populație de aproximativ 150.000 de locuitori. 
Clima orașului Tacna este caracterizată printr-un singur anotimp relativ cald în timpul zilei, noaptea temperaturile fiind în jur de 0-5 °C, dar pe tot parcursul anului secetos, precipitațiile nedepășind 30 mm. niciodată.
Relieful Tacn-ei este caracterizat de un podiș deșertic aproape perfect plat in sudul orașului, prinzând contur și câteva denivelări în nord, nordul fiind mai aproape de munții Anzi.

## Importanța în zonă
Tacna este cel mai important oraș din sudul lui Peru deoarece sudul acestei țări este deșertic,cu precipitații extrem de puține.
Tocmai de aceea în zonă nu s-a putut dezvolta nici un fel de industrie sau oraș mai mare. Tacna fiind cea mai mare așezare umană din aceasta provincie sterilă, având o populație de aproximativ 150 de mii de locuitori (2012).

## Sportul
Sportul este o activitate practicată în nod obișnuit de locuitorii acestui oraș. În 2012, erau construite stadioane de fotbal în numar de 33. Existând și locuri special amenajate pentru volei, paintball, tenis de câmp, cât și piscine de relaxare în incinta sau in exteriorul hotelurilor. În 2012 în oraș era construit și un bazin de înot olimpic cât și un alt bazin special amenajat pentru polo.

## Turismul
În Tacna sosesc anual aproximativ 100 de mii de turiști, este un numar destul de mare în ciuda faptului că este un oraș mic în mijlocul deșertului. Dar, faptul că este un loc curat, cu oameni primitori, condițiile hoteliere fiind bune și putund fi practicate o mulțime de activități, atât sportive și de relaxare cât și culinare i-au convins pe oameni să faca abstracție de faptul că este un loc relatriv mic în mijlocul unui mediu atât de neprimitor.

## Economia
Economia orașului este foarte bine pusă la punct, existând in 2012 mai mult de 15 bănci locale cât și 2 bănci mari. Din punct de vedere al infrastructurii merg lucrurile bine și aici. Cele mai multe case, hotelurile, spațiile de joacă, puținele blocuri cât și celelalte cladiri sunt, aproape toate, moderne sau recent renovate. Nivelul de viață este unul relativ ridicat, în medie PIB-ul pe cap de locuitor fiind de aproximatin 5500 de dolari.